# 无须小霸鹟属
无须小霸鹟属（学名：Camptostoma）是霸鹟科的一属。

## 下属物种
本属包括以下物种：
- Camptostoma imberbe P.L.Sclater, 1857
- 南无须小霸鹟 Camptostoma obsoletum (Temminck, 1824)